# Heart of Dallas Bowl 2015
Match précédent Match suivant
Le Heart of Dallas Bowl 2015 est un match annuel d'après-saison régulière de football américain de niveau universitaire joué après la saison régulière de 2015, le 26 décembre 2015 au Cotton Bowl de Dallas dans le Texas.
Il s'agit de la 6e édition du Heart of Dallas Bowl.
Le match met en présence les équipes des Golden Eagles de Southern Miss issus de la Conference USA et des Huskies de Washington issue de la Pacific-12 Conference.
Il a débuté à ? heure locale et est retransmis en télévision sur ESPN.
Sponsorisé par la société  Zaxby's Real Chicken, le match est officiellement dénommé le Zaxby's Heart of Dallas Bowl. Le pay-out pour ce match est de 800 000 US$ par équipe.

## Présentation du match
| Équipes                                                                                                 | Conférences           | Entraîneurs    | Stats. saison rég. |
| --- | --------------------- | -------------- | ------------------ |
| Golden Eagles de Southern Miss                                                                          | Conference USA        | Todd Monken    | 9-4                |
| Huskies de Washington                                                                                   | Pacific-12 Conference | Chris Petersen | 6-6                |
| Arbitre : Michael Roche (American) Équipe donnée favorite par les bookmakers : Washington à 8½ contre 1 |                       |                |                    |

Il s'agit de la 1re rencontre entre ces deux équipes.
Ce match verra s’affronter deux programmes sur une pente ascendante qui voudront profiter de ce match pour générer un certain momentum en vue de la saison prochaine. On suivra avec intérêt l’affrontement entre la défense des Huskies de Washington et l’attaque des Golden Flashs de Southern Mississippi.

### Golden Eagles de Southern Miss
Avec un bilan global en saison régulière de 9 victoires et 4 défaites, Southern Miss est éligible et accepte l'invitation pour participer au Heart of Dallas Bowl de 2015.
Ils terminent 1er de la West Division de la Conférence Pac 12, avec un bilan en division de 7 victoires et 1 défaites.
À l'issue de la saison 2015 (bowl compris), ils n'apparaissent pas dans les classements CFP , AP et Coaches.
Il s'agit de leur 1re apparition au Heart of Dallas Bowl.
QB Nick Mullens (3 145 yards, 38 TDs, 12 INTs) a l’occasion de faire oublier sa contre-performance en finale de Conférence USA perdue 45 à 28 face à Western Kentucky.
L’attaque des Golden Flashs de Southern Mississippi a inscrit 40,6 yards en moyenne par match.

### Huskies de Washington
Avec un bilan global en saison régulière de 6 victoires et 6 défaites, Washington est éligible et accepte l'invitation pour participer au Heart of Dallas Bowl de 2015.
Ils terminent 5e de la North Division de la Conférence Pac 12 derrière #3 Stanford , #19 Oregon, Washington State et California, avec un bilan en division de 4 victoires et 5 défaites.
À l'issue de la saison 2015 (bowl compris), ils n'apparaissent pas dans les classements CFP , AP et Coaches.
Il s'agit de leur 1re apparition au Heart of Dallas Bowl.
Washington a dû battre son rival Washington State afin d'obtenir son billet pour l'après-saison régulière. Coach Chris Petersen devrait tirer profit des entraînements supplémentaires autorisés au mois de décembre pour faire progresser ses jeunes talents comme QB Jake Browning (2 671 yards, 16 TDs, 10 INTs en 2015) ou RB Myles Gaskin (1 121 yards, 10 TDs en 2015).
La défense de Washington est la meilleure de la Conférence Pacific-12 en 2015 avec 17,8 points en moyenne accordés par match.

## Résumé du match
Début du match à 13:20 heure locale, terminé à 16:54 pour une durée de jeu de 03:34 heures.
Ciel nuageux, température de 78 °F (25,5 °C), vent de 21 miles à l'heure (34 km/h) et de SSE. 
| QT          | Temps       | Drive       | Drive       | Drive       | Équipe      | Description de l'action | Score | Score |
| QT          | Temps       | Jeux        | Yards       | TDP         | Équipe      | Description de l'action | WAS   | USM   |
| ----------- | ----------- | ----------- | ----------- | ----------- | ----------- | --- | ----- | ----- |
| 1           | 05:16       | 12          | 63          | 05:09       | WAS         | TD à la suite d'une course de 2 yards par RB Myles Gaskin + 1 point de conversion par kicker Cameron Van Winkle                                 | 7     | 0     |
| 1           | 03:33       | 4           | 69          | 01:37       | USM         | TD de 56 yards par WR Michael Thomas à la suite d'une réception de passe de QB Nick Mullens + 1 point de conversion par kicker Stephen Brauchle | 7     | 7     |
| 1           | 00:56       | 6           | 75          | 02:37       | WAS         | TD à la suite d'une course de 1 yard par RB Myles Gaskin + 1 point de conversion par kicker Cameron Van Winkle                                  | 14    | 7     |
| 2           | 10:56       | 13          | 73          | 04:53       | USM         | FG de 22 yards par kicker Stephen Brauchle | 14    | 10    |
| 2           | 09:02       | 5           | 65          | 01:47       | WAS         | TD à la suite d'une course de 29 yards par WR Jaydon Mickens + 1 point de conversion par kicker Cameron Van Winkle                              | 21    | 10    |
| 2           | 01:15       | 8           | 80          | 00:55       | USM         | TD à la suite d'une course d'1 yard par RB Ito Smith + 1 point de conversion par kicker Stephen Brauchle                                        | 21    | 17    |
| 3           | 08:23       | 10          | 56          | 04:09       | WAS         | FG de 24 yards par kicker Cameron Van Winkle | 24    | 17    |
| 3           | 02:47       | 7           | 57          | 02:43       | USM         | TD à la suite d'une course de 2 yards par RB Ito Smith + 1 point de conversion par kicker Stephen Brauchle                                      | 24    | 24    |
| 3           | 02:26       | 1           | 86          | 00:16       | WAS         | TD à la suite d'une course de 86 yards par RB Myles Gaskin + 1 point de conversion par kicker Cameron Van Winkle                                | 31    | 24    |
| 4           | 14:15       | 7           | 21          | 02:17       | WAS         | FG de 21 yards par kicker Cameron Van Winkle | 34    | 24    |
| 4           | 07:53       | 9           | 74          | 04:51       | WAS         | TD à la suite d'une course de 13 yards par RB Myles Gaskin + 1 point de conversion par kicker Cameron Van Winkle                                | 41    | 24    |
| 4           | 05:22       | 8           | 65          | 02:24       | USM         | TD de 27 yards par WR Michael Thomas à la suite d'une réception de passe de QB Nick Mullens + 1 point de conversion par kicker Stephen Brauchle | 41    | 31    |
| 4           | 00:13       | 10          | 45          | 05:08       | WAS         | FG de 23 yards par kicker Cameron Van Winkle | 44    | 31    |
| Score final | Score final | Score final | Score final | Score final | Score final | Score final | 44    | 31    |

## Statistiques
| Statistiques par Équipes               | Statistiques par Équipes | Statistiques par Équipes |
| Statistiques                           | WAS                      | USM                      |
| -------------------------------------- | ------------------------ | ------------------------ |
| 1er downs                              | 27                       | 22                       |
| Conversion de 3e Down                  | 7/13                     | 6/15                     |
| Conversion de 4e Down                  | 0/1                      | 2/2                      |
| Jeux–yards                             | 78 jeux pour 580 yards   | 69 jeux pour 375 yards   |
| Yards à la course                      | 296                      | 22                       |
| Yards à la passe                       | 284                      | 353                      |
| Passes : Réussies-Tentées-Interceptées | 23/34, 0 int.            | 26/39, 0 int.            |
| Réussite en zone rouge/chances         | 6/6                      | 3/3                      |
| TD                                     | 5                        | 4                        |
| Field Goals                            | 3/3                      | 1/1                      |
| Sacks (Nombre-Yards gagnés)            | 4/29 yards gagnés        | 1/2 yards gagnés         |
| Fumbles (Nombre/Perdus)                | 3/1                      | 1/0                      |
| Pénalités (Nombre/Yards perdus)        | 5/50 yards perdus        | 4/45 yards perdus        |
| Temps de possession                    | 34:25                    | 25:35                    |

| Meilleur Joueur (MVP) | Meilleur Joueur (MVP) | Meilleur Joueur (MVP) |
| --------------------- | --------------------- | --------------------- |
| Nom                   | Équipe                | Poste                 |
| Myles Gaskin          | WAS                   | RB                    |

| Statistiques Individuelles | Statistiques Individuelles | Statistiques Individuelles           |
| -------------------------- | -------------------------- | ------------------------------------ |
| Quaterbacks                |                            |                                      |
| WAS                        | Browning, Jake             | 23/34, 284 yards, 0 TD, 0 int.       |
| UMU                        | Mullens, Nike              | 25/35, 331 yards, 2 TDs, 0 int.      |
| Meilleurs Coureurs         |                            |                                      |
| WAS                        | Gaskin, Myles              | 26 courses pour 181 yards et 4 TDs   |
| USM                        | Smith, Ito                 | 16 courses pour 40 yards et 2 TDs    |
| Meilleurs Receveurs        |                            |                                      |
| WAS                        | Mickens, Jaydon            | 8 réceptions pour 95 yards, 0 TD     |
| USM                        | Thomas, Michael            | 9 réceptions pour 190 yards et 2 TDs |
| Meilleurs Tackleurs        |                            |                                      |
| WAS                        | Clay, Brian                | 7 tacles et 1 assiste                |
| USM                        | Antoine, D.                | 8 tacles                             |